# Киноуниверситет Бабельсберг имени Конрада Вольфа
Киноуниверситет Бабельсберг имени Конрада Вольфа (нем. Filmuniversität Babelsberg Konrad Wolf), официально: Университет кино и телевидения Потсдам-Бабельсберг (нем. Hochschule für Film und Fernsehen Potsdam-Babelsberg), — государственная высшая школа искусства и кино с правом присуждения докторских степеней в Потсдаме.
Киноуниверситет является единственной академией художеств в Бранденбурге и расположен вместе со студией Бабельсберг в медиа-городе Бабельсберг. Это крупнейшая киношкола в Германии и единственная с 2014 года имеющая статус университета.

## История
Учреждение было основано 1 ноября 1954 года как Немецкая академия киноискусства (Deutsche Hochschule für Filmkunst) в замке Бабельсберг, расположенном в парке Бабельсберг в Потсдаме, и в 1969 году было переименовано в Академию кино и телевидения ГДР (Hochschule für Film und Fernsehen der DDR). В 1985 году ему была присвоена приставка к названию в честь режиссёра Конрада Вольфа, который он сохранил после официального переименования в 1990 году в Потсдамско-Бабельсбергский университет кино и телевидения (HFF) и преобразования в Бабельсбергский киноуниверситет имени Конрада Вольфа 8 июля 2014 года.

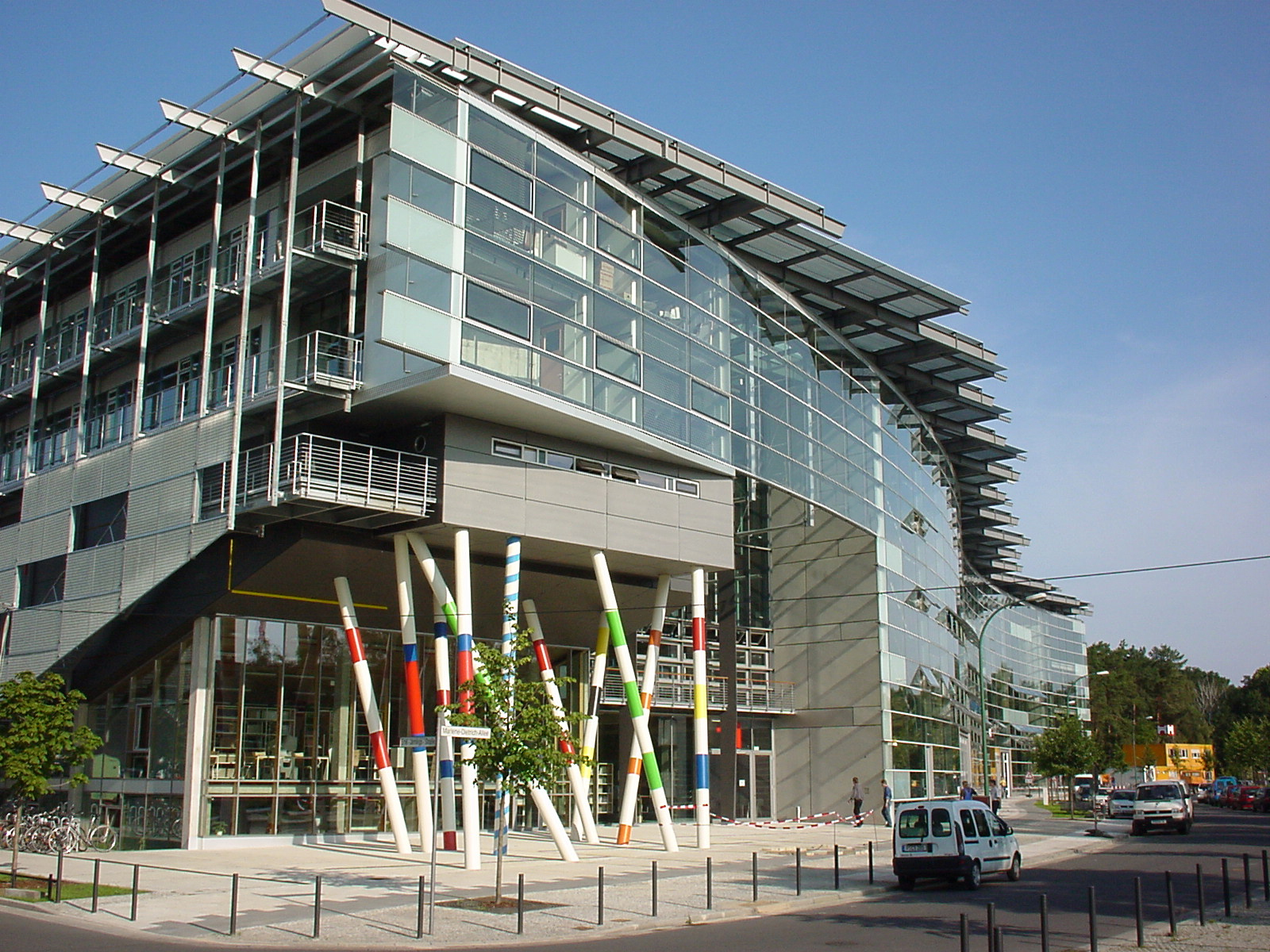
Главный корпус Киноуниверситета Бабельсберг

В октябре 2010 года был создан учредительный совет по преобразованию бывшей высшей школы в университет, который консультировал руководство университета и академический сенат по вопросам реализации задач, связанных с преобразованием, и представил в Министерство науки, исследований и культуры земли Бранденбург проект решения об условиях преобразования. С 1 июля 2014 года тогдашний министр науки, исследований и культуры земли Бранденбург Сабина Кунст объявила Университет кино и телевидения Потсдам-Бабельсберг университетом.
До мая 2000 года руководители университета носили звание ректора, затем президента. Курт Метциг был первым ректором университета с 1954 по 1964 год. Его сменил Конрад Швальбе, возглавлявший киношколу до 1969 года. Преемниками до политических изменений были Лутц Кёлерт (1969–1973), Петер Ульбрих (1973–1980), Конрад Швальбе (1980–1986) и Лотар Биски (1986–1990). После объединения Германии Вольф-Дитер Пансе стал ректором до 1995 года. Его преемником и первым президентом с 2000 до 2013 года был Дитер Видеманн. Первой женщиной, возглавившей университет с 2013 года, стала управляющий директор UFA Film & TV Production Сюзанна Штюрмер.

## Кампус
До конца 1990-х киношкола располагалась в различных особняках и других объектах в Бабельсберге. В 2000 году на Марлен-Дитрих-Аллее было открыто новое центральное здание.
Главный корпус киноуниверситета объединяет шесть отдельных корпусов общей площадью около 14 000 квадратных метров под атриумом. В 2021 году в Киноуниверситете обучалось более 800 студентов.

## Обучение
Киноуниверситет Бабельсберг предлагает курсы по кино. Степени, которые должны быть достигнуты, — бакалавр искусств или магистр искусств. В 2015/2016 учебном году преподавались следующие курсы: анимация, режиссура анимации, дизайн аудиовизуальных приложений, кинематография, культура цифровых медиа, сценарий/драматургия, кино- и телепроизводство, культурное наследие кино, музыка для кино, режиссура кино и телевидения, медиаведение, монтаж, режиссура, актёрское мастерство, звук, звук для изображения, сценографический/постановочный дизайн и сценография.

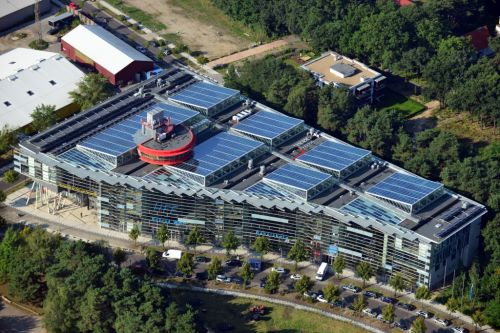
Вид с воздуха на университетский городок, 2012 год

Курс медиаведения является наиболее ориентированным на исследования курсом в Университете кино и включает в себя базовые академические исследования и прикладные исследования, отражающие художественную практику. Курс включает в себя медиаанализ, эстетику рецепции, медиаконцепцию и планирование, управление культурой и мероприятиями, планирование и разработку программ в аудиовизуальных медиа, консультации по производству и распространению аудиовизуальных медиа, журналистскую, редакционную и концептуальную деятельность, концепцию и планирование образовательных и других мероприятий при поддержке СМИ, а также преподавание и исследования в университетах. Студенты курса «Медиа-исследования» каждый год организуют крупнейший в Европе фестиваль студенческих фильмов Sehsüchte, который проходит в апреле в университетском городке и артхаусном кинотеатре Thalia на станции городской железной дороги Бабельсберг.

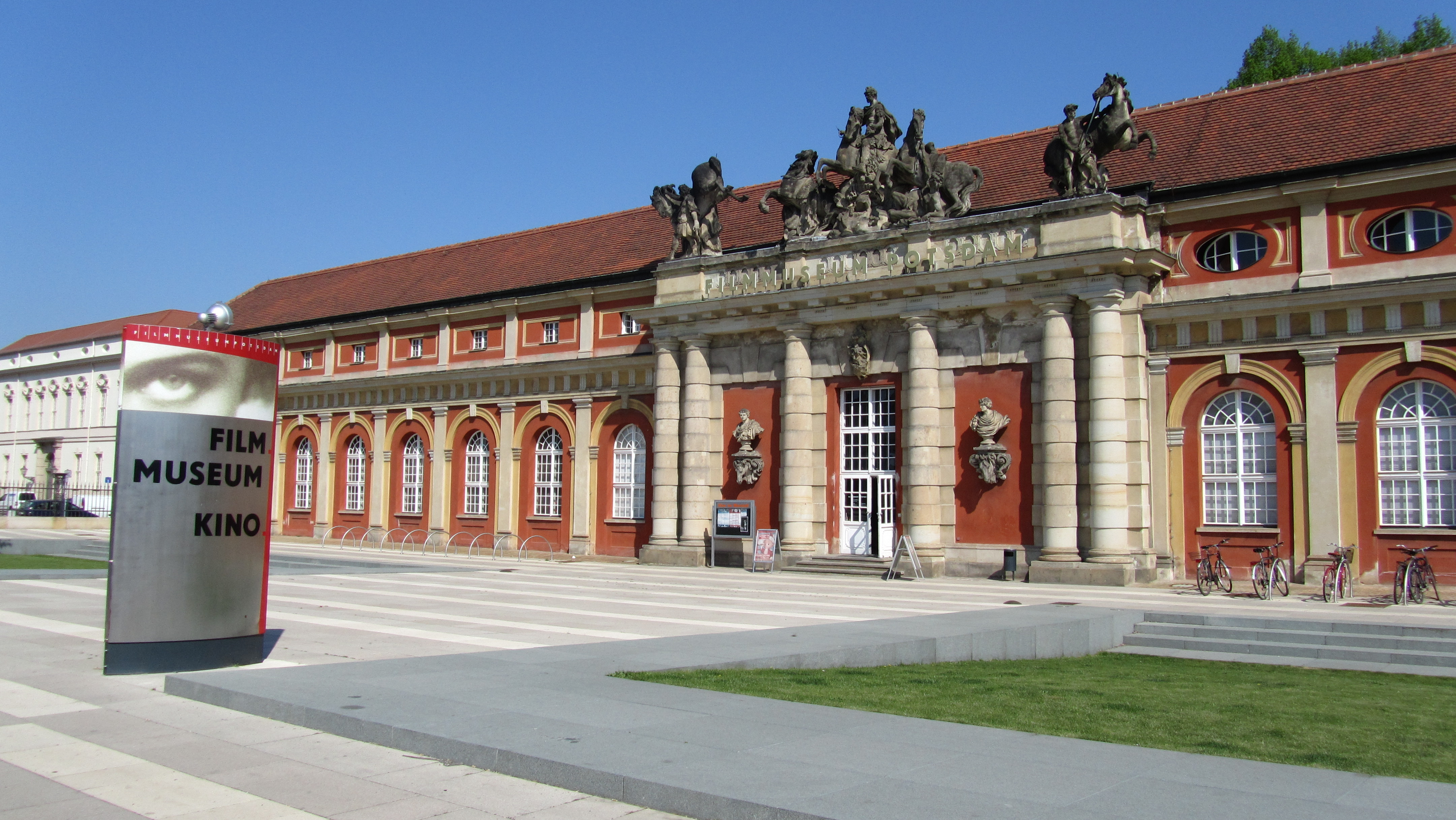
Потсдамский музей кино

Киноуниверситет является единственным университетом в немецкоязычном регионе, который предлагает курсы в области кино- и медиапрезентаций. Помимо участия в кино- и телевизионных постановках, студенты-драматургисты уже во время учёбы выступают на сцене в муниципальном театре благодаря многолетнему сотрудничеству с Театром Ганса Отто. Киноуниверситет со своим курсом актёрского мастерства является членом Постоянной конференции актёрского образования.
Курсы «Музыка для кино» и «Звук» сотрудничают друг с другом и работают вместе с Немецким кинооркестром Бабельсберг, который базируется на киностудии Бабельсберг.
Университет кино создал институты для расширения исследований, обучения и повышения квалификации, а также для продвижения сотрудничества на национальном и международном уровне. К ним относятся Институт художественных исследований и Потсдамский музей кино. Организационно и юридически независимые ассоциированные институты включают Институт Эриха Поммера и Институт исследований карьеры и корпоративного планирования.

## Сеть медиа и стартапов

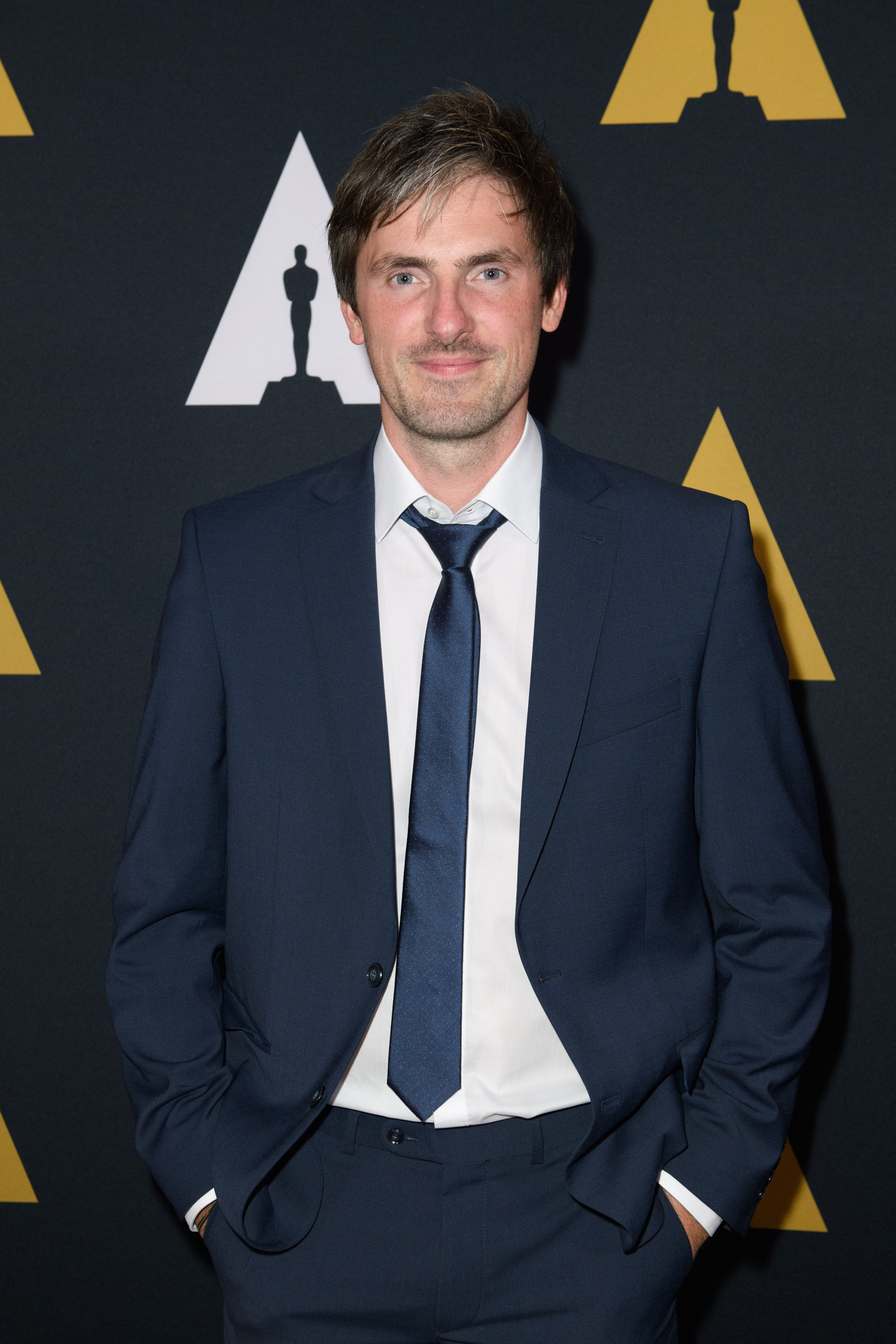
Феликс Аренс, выпускник киноуниверситета, на церемонии вручения премии Студенческая академия 2016.

Киноуниверситет Бабельсберга является ключевым участником MediaTech Hub Potsdam. Цель организации состоит в том, чтобы способствовать междисциплинарному сотрудничеству и экономическому развитию. MediaTech Hub Potsdam был выбран в 2017 году Федеральным министерством экономики и энергетики в качестве одного из двенадцати цифровых центров Германии.
С помощью программы MediaTech Accelerator три инициатора, Потсдамский университет, Институт Хассо Платтнера и Университет кино в Бабельсберге, прокладывают путь молодым командам в медиаиндустрии к этапу формирования компании.

## Известные фильмы
За годы работы университета было снято множество фильмов, которые демонстрировались на известных фестивалях и получали награды. В 2005 году были созданы работы «Нетто» и «Девять сцен». В 2006 году был снят фильм «Берлинер Райген». В 2010 году сняты «Болезнь молодости», «Топпер не сдаётся» и «Беги, если сможешь!». Другие работы: 
- 2011 ― 3: комната/кухня/ванная[нем.]; Combat Girls[англ.]; Толстая девочка[нем.] и Маленькая Тринадцать[нем.]
- 2012 ― В Вризен[нем.]; Breaking Horizons[англ.]
- 2013 ― Love Steaks[нем.]
- 2014 ― В другом месте[нем.]
- 2015 ― После весны приходит осень
- 2016 ― В конце леса[нем.]
- 2017 ― Между стульями[нем.]; Ракета Перельман[нем.]
- 2019 ― Громко в тишине[нем.]